# Hans Fordell den äldre
Hans Fordell, död före 1575, var en svensk handelsman, lagman och häradshövding. Han var far till Hans Fordell den yngre.
Hans Fordell var son till fogden och landsköpmannen Knut Fordell i Pedersöre. Han var länsman i Pedersöre och 1551-1552 fogde i Ångermanland och Medelpad. 1551-1554, 1556, 1558, 1561 var han häradshövding i Österbotten och blev 1562 lagläsare. Han fungerade även som kronans skinnuppköpare i Jämtland samt Öster-, Väster- och Norrbotten. 1567-1568 var Hans Fordell redovisare för Korsholms län och fogde för sju socknar i Österbotten 1568-1570.
Som handelsman och exportör av varor var han tvungen att inneha burskap och innehade därför en tid burskap i Stockholm, där han ärvt ett hus efter sin faster. Han sålde bland annat tran och ekorrpälsar till tyska köpmän i Stockholm och exporterade tran och järn till Danzig. Enligt skattelängderna handlade han även med smör och fisk. I takt med att hans rikedom genom goda affärer växte blev han en alltmer betydande långivare till staten och innehade bland annat kronotiondet från Pedersöre och Karleby som återbetalning för fordringar hos kronan. Han omtalas i livet 1574 men torde ha avlidit kort därpå.